# Placidium californicum
Placidium californicum är en lavart som beskrevs av Breuss. Placidium californicum ingår i släktet Placidium och familjen Verrucariaceae.   Inga underarter finns listade i Catalogue of Life.